# Палми
Палми (итал. Palmi) град је у јужној Италији. То је други по величини и значају град округа Ређо ди Калабрија у оквиру италијанске покрајине Калабрија.

## Природне одлике
Град Палми налази се у западном делу Калабрије, на 120 км југозападно од седишта покрајине, града Катанцара. Град се сместио близу западне обале Тиренског мора (2 км), али није на мору, већ на падини изнад мора, на преко 200 m надморске висине. Источно од града стрмо се издижу крајње јужни Апенини.

## Географија
| Клима (Палми)               | Клима (Палми) | Клима (Палми) | Клима (Палми) | Клима (Палми) | Клима (Палми) | Клима (Палми) | Клима (Палми) | Клима (Палми) | Клима (Палми) | Клима (Палми) | Клима (Палми) | Клима (Палми) | Клима (Палми) |
| Показатељ \ Месец           | .Јан.         | .Феб.         | .Мар.         | .Апр.         | .Мај.         | .Јун.         | .Јул.         | .Авг.         | .Сеп.         | .Окт.         | .Нов.         | .Дец.         | .Год.         |
| --------------------------- | ------------- | ------------- | ------------- | ------------- | ------------- | ------------- | ------------- | ------------- | ------------- | ------------- | ------------- | ------------- | ------------- |
| Апсолутни максимум, °C (°F) | 24,2 (75,6)   | 25,2 (77,4)   | 27,0 (80,6)   | 33,0 (91,4)   | 34,8 (94,6)   | 38,0 (100,4)  | 41,3 (106,3)  | 40,5 (104,9)  | 38,0 (100,4)  | 34,0 (93,2)   | 29,3 (84,7)   | 26,0 (78,8)   | 41,3 (106,3)  |
| Средњи максимум, °C (°F)    | 9,9 (49,8)    | 10 (50)       | 13 (55)       | 16 (61)       | 23 (73)       | 27 (81)       | 30 (86)       | 32,6 (90,7)   | 28,0 (82,4)   | 23 (73)       | 14 (57)       | 12,4 (54,3)   | 32,6 (90,7)   |
| Средњи минимум, °C (°F)     | 5,1 (41,2)    | 7,1 (44,8)    | 9,1 (48,4)    | 11,0 (51,8)   | 14 (57)       | 18,2 (64,8)   | 21,7 (71,1)   | 22 (72)       | 19,1 (66,4)   | 14,9 (58,8)   | 10,1 (50,2)   | 8,7 (47,7)    | 5,1 (41,2)    |
| Апсолутни минимум, °C (°F)  | −4,0 (24,8)   | −3,0 (26,6)   | −0,4 (31,3)   | 3,0 (37,4)    | 6,0 (42,8)    | 10,8 (51,4)   | 14,4 (57,9)   | 14,4 (57,9)   | 9,2 (48,6)    | 6,5 (43,7)    | 3,6 (38,5)    | 0,0 (32)      | −4 (24,8)     |
| Количина падавина, mm (in)  | 119,4 (47,01) | 107,4 (42,28) | 87,8 (34,57)  | 72,0 (28,35)  | 54,9 (21,61)  | 32,4 (12,76)  | 16,9 (6,65)   | 22,5 (8,86)   | 62,8 (24,72)  | 123,7 (48,7)  | 130,4 (51,34) | 147,7 (58,15) | 977,9 (385)   |
| [ тражи се извор ]          |               |               |               |               |               |               |               |               |               |               |               |               |               |

## Становништво
Према резултатима пописа становништва 2011. у општини је живело 18.721 становника.
| 1931.  | 1936.  | 1951.  | 1961.  | 1971.  | 1981.  | 1991.  | 2001.  | 2011.  |
| ------ | ------ | ------ | ------ | ------ | ------ | ------ | ------ | ------ |
| 18.121 | 18.179 | 19.749 | 18.448 | 17.721 | 18.386 | 19.116 | 19.435 | 18.721 |

Палми данас има око 20.000 становника, махом Италијана. То је преко за 40% више становништва него пре 100 година.

## Партнерски градови
- Витербо
- Нола

## Галерија
- Панорама старог дела града
- Град на падини изнад мора
- Тиренска обала испод Палмија